# Sheetz
Sheetz, Inc., tidigare Sheetz Kwik Shopper, Inc., är ett amerikanskt detaljhandelsföretag som driver närbutiker och bensinstationer i de amerikanska delstaterna Maryland, North Carolina, Ohio, Pennsylvania, Virginia och West Virginia. De förfogade över 618 närbutiker för den 15 april 2021 och hade en personalstyrka på omkring 19 700 anställda för den 23 november 2020.
Företaget har sitt ursprung från när Bob Sheetz arbetade för sin far, som ägde flera butiker som sålde glass, mjölk och delikatessvaror, och 1952 köpte Bob Sheetz butiken som låg i Altoona i Pennsylvania. 1962 öppnade han en till butik och den fick namnet Sheetz Kwik Shopper. 1973 började man även erbjuda drivmedel vid en del av sina närbutiker. Tre år senare började Sheetz expandera nationellt när de öppnade en butik i Maryland. 1983 förenklade de sitt företagsnamn och tog bort Kwik Shopper.
Huvudkontoret ligger fortfarande kvar i just Altoona.